# يوهان كريستوف فريدريك كلوغ
يوهان كريستوف فريدريك كلوغ (بالألمانية: Johann Christoph Friedrich Klug)‏ هو عالم حشرات ألماني، ولد في 5 مايو 1775 في برلين في ألمانيا، وتوفي بنفس المكان في 3 فبراير 1856.